# Geoffrey A. Landis

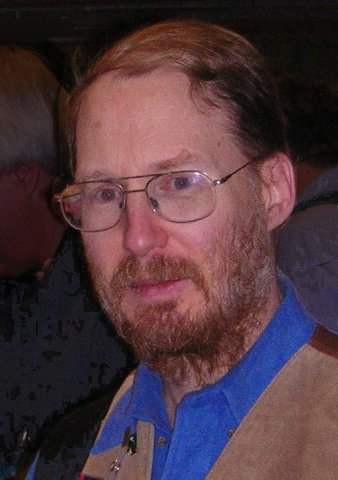
Landis in 2006

Geoffrey Alan Landis (Detroit, Michigan 28 mei 1955) is een Amerikaans sciencefictionschrijver.
Landis is gepromoveerd in vastestoffysica aan de Brown University en heeft meer dan 240 wetenschappelijke publicaties op zijn naam staan. Hij werkt bij het John Glenn Research Center van NASA. Hij was lid van het Rover-team bij de Mars Pathfinder missie en van de Mars Exploration Rover-missie.
Landis heeft meer dan 60 kortere SF-verhalen gepubliceerd. In zijn harde sciencefiction combineert hij geavanceerde wetenschap en technologie met menselijke emotie. In de categorie korte verhalen won hij de Nebula Award in 1989 met Ripples in the Dirac Sea ("Golfjes op de Diraczee": DE BESTE SF VERHALEN VAN HET JAAR 1989, Wollheim).   In de categorie kort verhaal won hij de Hugo Award in 1992 met A Walk in the Sun en in 2003 met Falling Onto Mars.
Landis is getrouwd met de SF-schrijfster Mary A. Turzillo en woont in Berea, Ohio.